# Monumento aos Heróis da Travessia do Atlântico
O Monumento aos Heróis da Travessia do Atlântico está localizado na cidade de São Paulo, no Brasil. Obra do escultor ítalo-brasileiro Ottone Zorlini, foi inaugurado em 1929, por iniciativa da Sociedade Dante Alighieri, como homenagem aos aviadores italianos Francesco De Pinedo e Carlo Del Prete, que dois anos antes (mas já cinco anos depois dos portugueses Gago Coutinho e Sacadura Cabral), a bordo do Savoia-Marchetti S.55, haviam feito uma das travessias aéreas pioneiras do Atlântico Sul, bem como ao brasileiro João Ribeiro de Barros, que, pouco tempo depois, ainda no ano de 1927, realizou a mesma façanha, a bordo do hidroavião Jahú.
Engastada no pedestal do monumento, encontra-se uma coluna com capitel em estilo coríntio, supostamente retirada de uma construção milenar, que havia sido recentemente descoberta no Monte Capitolino em Roma, enviada a São Paulo por Benito Mussolini em comemoração ao feito dos compatriotas. O monumento foi erguido às margens da represa de Guarapiranga, no então município de Santo Amaro (hoje um distrito de São Paulo) onde os pilotos italianos pousaram, após percorrer a costa brasileira. Em 1987, o então prefeito Jânio Quadros determinou que fosse movido para os Jardins, onde se encontrava até 2009. Em 2010, o monumento foi novamente movido, desta vez para o bairro de Socorro.